# マイケル・エドワーズ

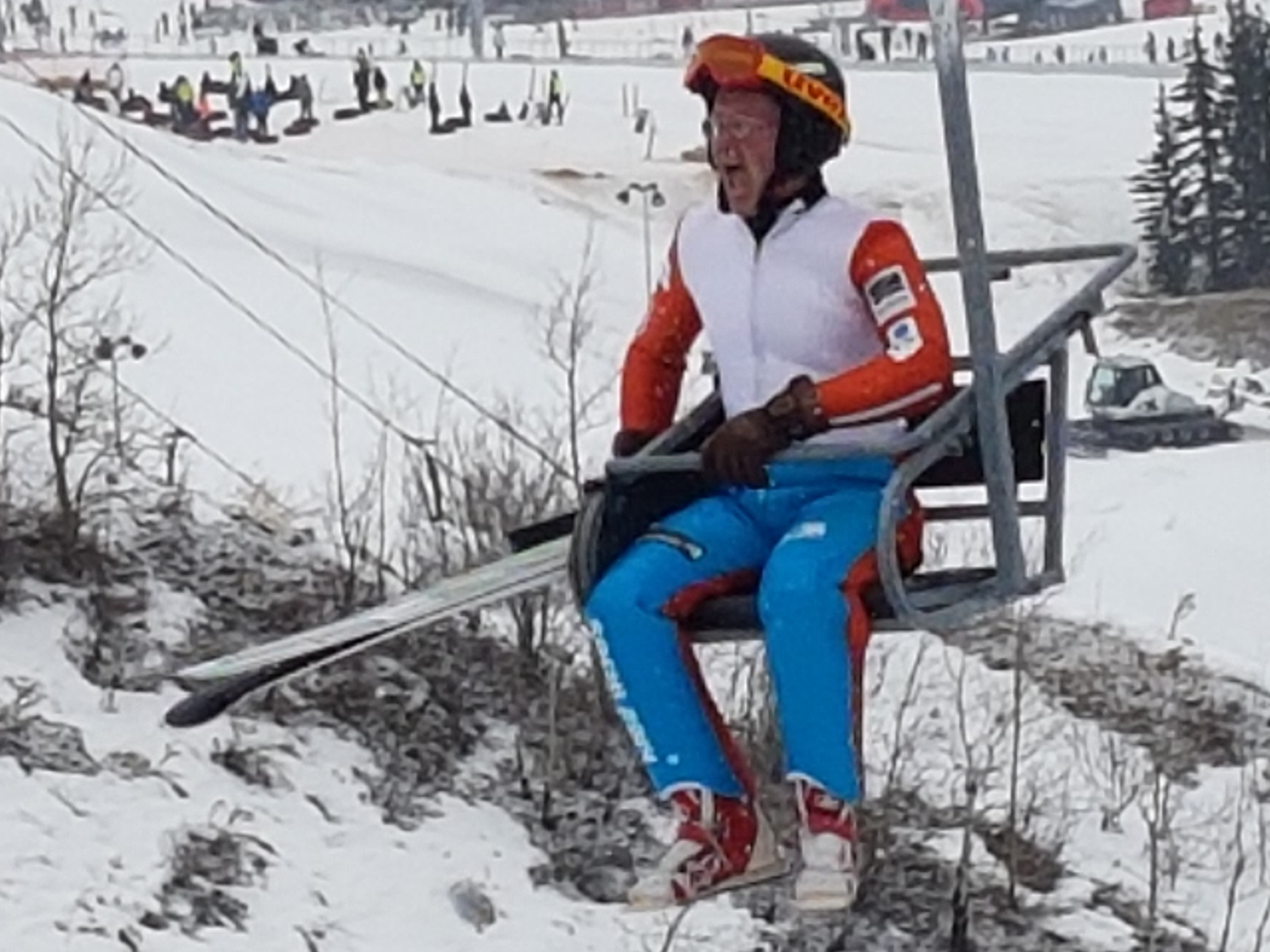
マイケル・エドワーズ（2017年3月）

マイケル・エドワーズ（Michael Edwards、1963年12月5日 - ）は、イギリス史上初のスキージャンプオリンピック代表選手で、「エディー・ジ・イーグル（Eddie The Eagle）」のニックネームがよく知られている。
スキージャンプのイギリス記録保持者であるだけではなく、スピードスキーで世界歴代9位の記録（時速106.8マイル=171.8キロメートル）を持ち、スタントジャンプでの世界記録（自動車10台/バス6台）保持者でもある。

## 来歴
イングランドのチェルトナム生まれで、1988年カルガリーオリンピックにイギリス唯一の代表として選出されたときは左官職人であった。1987年のノルディックスキー世界選手権にもすでにイギリス代表として出場、55位にランクされた。
エドワーズはアメリカ、ニューヨーク州のレークプラシッドでチャック・ベルホーンの指導のもとジャンプを始めた。体重がハンディキャップであり、82kgという体重は2番目に重たいジャンパーより9kgも重かった。またトレーニングの資金にも事欠いていた。もう一つの問題は、彼は極度の遠視であり、スキーをするときにレンズが汗で曇っても常に眼鏡をかけなければならないことだった。「他人は、私は高所が怖いのだと言いましたが、1日に60本もジャンプをこなすと、そう言うひとはほとんどいなくなりました」（英ザ・ガーディアン紙、2007年9月3日）
しかし、成功しないことで彼は世界中の人々に愛されることになった。失敗するほどますます人気者になった。その後メディアで有名人になり、世界中のトークショーに出演した。メディアは彼をMr. Magoo（重要人物氏）とあだ名し、あるイタリア人ジャーナリストはSki jumper ならぬSki dropper（スキーを履いて落ちるヤツ）と呼んだ。
エドワーズがカルガリーで大きく注目されたことは、ジャンプ界の体制派にとって重要な困惑の種に変わり、多くのアスリートと当局は彼がスポーツを『あざけっている』ように感じとった。オリンピックが終わった直後に、参加条件が非常に厳しいものになり、彼のような選手が後に続くのはほとんど不可能になった。
閉会式で、オリンピック大会長は、オリンピックに貢献した彼を特別に取り上げた。「本大会では、ある競技者は金メダルを獲得し、ある者は記録を更新し、ある者はワシのように飛びました。」その瞬間に、スタジアムを埋めた100,000人の観衆は一斉に『エディー！エディー！』と声を上げた。特定の選手が閉会のスピーチにおいて言及されたことは、オリンピック史上初めてのことだった。
なお、その後もエドワーズはジャンプを続けV字ジャンプもマスターし、2006年現在も続けているという。

## イギリス1
エドワーズはオリンピックにエントリーした時点でイギリス最高のスキージャンプ選手「だった」。彼は1988年カルガリーでのジャンプで73.5mのイギリス国内記録を樹立した。

## 創造的な才能
エドワーズは、その後On the Piste （Pisteの上で）という本とビデオを発売した。
そして、ずっと後で（2008年9月)、「Fly Eddie Fly」と呼ばれる曲が英国でTop 50に入った。
彼はフィンランド語を話せなかったが、「Fly Eddie Fly」のフィンランド語バージョン（「"Mun nimeni on Eetu"」（「私の名前は、Eetu」です）というタイトルの）をレコーディングした。
エディーの拙い発音は、かえって人々に大いにアピールした。後で、彼はもう1曲「Eddien Siivell」というフィンランド語の歌をレコーディングした。これらの歌の両方とも、フィンランドの人気アーティストアーウィングッドマンによって作詞作曲された。

## 商業的な成功
エドワーズはいくつかの広告に出演した。例えば車のテレビコマーシャルである。彼は、1時間で10,000ポンドの出演料を得ることができた。
それでも、彼は1992年に破産宣告を受けた。そして、彼の所得のための信託財産がきちんと準備されなかったと主張する。その後レスターのデモンフォール大学で法律の学位を取得。「私は、10年前自分の受託者に対して民事訴訟を起こしてから、法律に興味がありました」と、2001年のインタビューにおいて述べている。
2006年12月に、チャンネルファイブのThe Gadget Showに新しいスキー道具を紹介するプレゼンターのうちの1人として出演した。
1990年、エドワーズ現象に応じて国際オリンピック委員会（IOC）は、後にエディ・ジ・イーグルルールとして知られるようになるルールを定めた。（オリンピックに出場を希望するものは国際大会において上位50人もしくは上位30パーセント以内に入っていることが必要というもの）
これによりエドワーズは1992年アルベールビルオリンピック、1994年リレハンメルオリンピックとも出場資格を得られなかった。
1998年長野オリンピック出場を目指す彼はイーグルエアラインというイギリスの小さな航空輸送会社から5年間の資金援助を得ることが出来た。しかしながらまたしても予選を通ることが出来ず2度目のオリンピック出場はかなわなかった。

## 伝記映画
エドワーズの半生を綴る映画『イーグル・ジャンプ』は、デクスター・フレッチャー監督、タロン・エジャトン主演で2016年2月26日に全米公開となった。

## 再びカルガリーへ
2008年2月13日、エドワーズはカルガリーオリンピック開催から20周年を記念する祭典に参加するために同地を再び訪れた。彼の訪問の間、彼はジャマイカのボブスレーチーム（映画「クール・ランニング」の題材となったチームである）と共にカナダオリンピックパークのzip-line rideに搭乗した（これは、スキージャンプ選手の速度を体験できる乗り物である）。